# Státní historické muzeum v Moskvě
Státní historické muzeum (rusky Государственный исторический музей) je muzeum ruské historie v Moskvě, mezi Rudým a Manéžským náměstím. Exponáty pokrývají historii ruského území od prehistorických kmenů až do časů Romanovců, jimiž sebraná četná umělecká díla má muzeum ve vlastnictví. Navštěvuje ho okolo 1,2 milionu lidí ročně. Muzeum je také centrem výzkumu. Pořádá přednášky a semináře, financuje výzkumné a restaurátorské činnosti. Muzeum bylo založeno v roce 1872 Ivanem Zabelinem, Alexejem Uvarovem a několika dalšími slavjanofily. Budova byla postavena v letech 1875 až 1881, podle projektu Vladimira Osipoviče Šervuda, který zvolil historistní novoruský sloh. Prvních jedenáct výstavních sálů bylo oficiálně otevřeno v roce 1883 během návštěvy cara Alexandra III. a jeho manželky. V roce 1894 se car stal čestným prezidentem muzea a následujícího roku bylo muzeum přejmenováno na Imperiální ruské historické muzeum cara Alexandra III. Interiéry byly vyzdobeny Viktorem Vasněcovem, Henrykem Siemiradzkim nebo Ivanem Ajvazovským. Během sovětského období byly nástěnné malby prohlášeny za křiklavé a byly omítnuty. V roce 2007 bylo poprvé v historii Státního historického muzea zpřístupněno všech 40 sálů pro veřejnost. Od konce roku 2016 je možné na oficiálních internetových stránkách muzea absolvovat virtuální prohlídku. Dne 9. února 2022 společnost Google oslavila 150. výročí Státního historického muzea svátečním logem.